# Лаугран, Томми
Томас Патрик Лаугран (англ. Thomas Patrick Loughran; 29 ноября 1902, Филадельфия, США — 7 июля 1982, Алтуна, США) — американский боксёр-профессионал. Бывший чемпион мира в полутяжёлом весе (1923, 1927—1929).
Двукратный обладатель звания «Боксёр года» по версии журнала «Ринг» (1929 и 1931).

## Профессиональная карьера
Дебютировал на ринге 9 декабря 1919 года, одержав победу нокаутом во 2-м раунде.
28 февраля 1922 года победил бывшего претендента на титул чемпиона мира в среднем весе Брайана Доуни.
16 марта 1922 года победил Майка Мактига.
10 июля 1922 года проиграл Гарри Гребу.
24 августа 1922 года встретился с Джином Танни. Поединок завершился вничью.
15 января 1923 года во второй раз встретился с Гарри Гребом. Греб снова выиграл.
30 января 1923 года в третий раз встретился с Гарри Гребом. На кону был титул чемпиона Америки в полутяжёлом весе. Поединок продлился все отведённые 15 раундов. Греб победил решением судей.

### Чемпионский бой сМайком Мактигом
25 июня 1923 года во второй раз встретился с ирландцем Майком Мактигом. На кону был принадлежащий Мактигу титул чемпиона мира в полутяжёлом весе. Лаугран одержал победу и завоевал титул.

### Третий бой сМайком Мактигом
2 августа 1923 года состоялся третий бой между Лауграном и Мактигом. В этот раз уже Лаугран выступал в роли действующего чемпиона. Мактиг победил и вернул себе титул.
11 октября 1923 года в четвёртый раз встретился с Гарри Гребом. По итогам десяти раундов победителем был объявлен Лаугран. Эта победа стала для него первой в противостоянии с Гребом.
25 декабря 1923 года в пятый раз встретился с Гарри Гребом. Проиграл по очкам.
12 февраля 1924 года победил бывшего чемпиона мира в среднем весе Джонни Уилсона.
19 февраля 1924 года проиграл канадцу Джеку Делани.
13 октября 1924 года в последний, шестой, раз встретился с Гарри Гребом. Поединок, продлившийся 10 раундов, завершился вничью.
16 июля 1925 года во второй раз встретился с Джеком Делани. Бой завершился вничью.
17 июня 1926 года победил бывшего чемпиона мира в полутяжёлом весе француза Жоржа Карпентье.

### Четвёртый бой сМайком Мактигом
7 октября 1927 года в четвёртый раз встретился с Майком Мактигом. Для Мактига это была первая защита титула чемпиона мира в полутяжёлом весе. Лаугран выиграл по очкам и отобрал титул.

### Защиты титула
12 декабря 1927 года победил Джимми Слэттери.
6 января 1928 года победил Лео Ломски.
1 июня 1928 года победил бывшего чемпиона мира в полусреднем весе Пита Лацо.
16 июля 1928 года во второй раз победил Пита Лацо.
28 марта 1929 года победил бывшего чемпиона мира в полусредней и средней весовых категориях Микки Уолкера. Мнения судей разделились. Двое судей отдали победу Лауграну — 6-2 и 8-1. Один судья выставил счёт 5-4 в пользу Уолкера.
18 июля 1929 года победил Джима Брэддока.

### Переход в тяжёлый вес
Лаугран оставил свой титул чемпиона мира в полутяжёлом весе и поднялся в тяжёлую весовую категорию.

### Первый бой сДжеком Шарки
26 сентября 1929 года Лаугран встретился с Джеком Шарки за титул чемпиона Америки в тяжёлом весе. Бой прошёл на Янки-стэдиум и собрал 45 тысяч зрителей. Шарки одержал победу техническим нокаутом в 3-м раунде.
6 февраля 1931 года победил Макса Бэра.

### Второй бой сДжеком Шарки
27 сентября 1933 года состоялся матч-реванш между Лауграном и Шарки. Бой продлился всю дистанцию в 15 раундов. Лаугран выиграл по очкам.

### Чемпионский бой сПримо Карнерой
1 марта 1934 года вышел на бой против чемпиона мира в тяжёлом весе итальянца Примо Карнеры. Карнера уверенно выиграл по очкам.

## Признание
- В 1991 году был включён в Международный зал боксёрской славы.
- В 2008 году включён в Филадельфийский спортивный зал славы[28].